# Кёрша
Кёрша (Керша) — река в Тамбовской области России, правый приток Цны (бассейн Волги).
Образуется слиянием рек Дальняя Керша и Ближняя Керша. Длина реки составляет 53 км (86 км с учётом Ближней Керши), площадь водосборного бассейна — 1260 км².
Долина Керши открывается величественной панорамой, состоящей из обрывистых берегов, широких заливных лугов и самой речки, узкой, извивающейся как змея, несущей свои лиловые воды в сторону Пахотного Угла, на восток. Местами берега реки были настолько отвесны, что представлялась Керша горной речкой, шумящей на дне глубокого ущелья. Мы подходили к краю отвесного берега и с опаской заглядывали вниз, где водный поток бурлил и клубился.

## Описание
В Пахотном Углу Керша — довольно мелкая река шириной 10 — 15 м, течёт в глубоком овраге и образует водопад высотой около 2 м. От Пахотного Угла до села Кривополянья течение среднее, много мелких участков, вдоль реки — деревья и кустарники. Перед Кривополяньем, под обрывом на правом берегу — родник с хорошей водой.
После Кривополянья течение быстрое, русло очень извилистое, узкое и достаточно глубокое для байдарки.
Около села Фёдоровского на высоком правом берегу начинается лес. Далее до самого устья Керша течёт через лес; пойма заболочена, мест для ночлега мало. За Фёдоровским река сильно петляет, постоянно встречаются лесные завалы, на преодоление которых уходит много времени и сил. Такой характер река имеет около 15 км, после чего Керша расширяется до 30 — 50 м — начинается плёс Стеклянный. За ним река опять сужается, сильно петляет, но завалов нет. Через 5 — 7 км от плёса на левом высоком берегу кордон Угол.
После кордона Керша течёт через болото; русло шириной 5 — 7 м, течение быстрое, поворотов мало, напоминает канал. Через 3 км после кордона река резко расширяется, и слева в неё впадает река Хмелина, на берегу которой, в 200 м от устья, кордон Прокудинские Мосты. После слияния с Хмелиной характер Керши резко меняется: река широкая — 20 — 30 м, течение слабое, завалов нет. Пойма заболочена. Лишь в трёх местах к левому берегу подступает сухой сосновый лес. Часто встречаются плёсы. В дальнейшем характер реки, постоянен. Примерно через 25 км от устья Хмелины на левом берегу появляется строение Вьюнского лесничества — кордон Борковский и село Кершинские Борки. Через 1,5 — 2 км — мост. Вскоре река резко расширяется, образуя огромный затон, подпруженный плотинами, через которые Керша впадает в Цну. В устье Керши — турбаза Моршанского локомотивного депо.
В бассейне Цны расположен крупнейший в центрально-чернозёмном округе лесной массив, его общая площадь 210 тыс. га, что составляет 73 % от площади лесов области. В Цнинском лесу возможна организация заповедника в нижнем течении рек Керша и Хмелина, национального парка в пойме Цны («Ивенские разливы») с прилегающим участком леса в Сокольническом лесничестве Моршанского района, природного парка в долине реки Цны от города Котовска до села Перкино.
В реке водится быстрянка (Alburnoides bipunctatus), занесённая в Красную книгу Российской Федерации, как сокращающийся вид численности. До 1990 годов наблюдалось сокращение численности в реках европейской части России. Сходные тенденции наблюдались также во всех странах Европы. Однако за последние 10—15 лет в связи со снижением антропогенной нагрузки на речные экосистемы происходит повышение численности этого вида и увеличение его находок в реках.

### Притоки
Притоки (расстояние от устья): Хмелина (13 км), Дальняя Керша (53 км) — левые; Казычка (48 км), Ближняя Керша (53 км) — правые.

## Этимология
Название Керша имеет балтийское происхождение и объясняется от литовского keršà «сырое место».
В названии Керша корень «кер» связан, по-видимому, с сохранившейся в Рязанской области формой «керь», что означает «селение». Суффикс «ша» также дает основание предполагать, что название связано с волго-окскими племенами, которые были предшественниками угро-финнов в этих местах